# Glansbjörnbär
Glansbjörnbär (Rubus divaricatus) är en akut hotad björnbärart inom familjen Rosaceae, och ordningen Rosales.
Denna art förekommer i Sverige endast på ett fåtal lokaler i nordvästra Skåne; på Bjärehalvön och på Kullen. Om än inte sällsyntare är den i Danmark, där det endast finns ett bestånd på Bornholm. I övriga Europa hittas den bland annat i Polen, Frankrike, Tyskland, Storbritannien, Österrike, och Schweiz.                                         
Glansbjörnbär bildar snår i halvöppna, igenväxande betesmarker. Årsskotten har rätt stora taggar och består av små, glänsande blad, delade i fem delar. Även bladen på blomskotten, har oproportioneligt stora taggar. Foderbladen är riktigt gröna, och blomman har ljusrosa, små kronblad. 
Arten hotas av igenväxning av tidigare betesmarker.